# Apyrexie
Le terme médical apyrexie, issu du latin a-pyretus, venant du grec ancien : απυρεξια (α-, préfixe privatif et grec ancien : πυρεσσειν, être fiévreux, du grec ancien : πῦρ feu), signifie l'absence de fièvre pour un être humain : le corps est à sa température ordinaire (37 °C en moyenne).
Il est généralement utilisé pour remarquer l'absence de fièvre dans un contexte où elle devrait être présente, ou dans le cas d'un développement favorable d'une thérapie contre la fièvre.

## Cas d'observation
Dans le paludisme, entre autres, le terme est utilisé comme synonyme de cessation de la fièvre en réponse à un traitement.
Dans une forme de fièvre récurrente à tiques, dues au spirochète Borrelia duttoni transmis de l'animal à l'homme par divers tiques du genre Ornithodoros, dite centre-africaine, transmise par le liquide coxal d'Ornithodorus moubata, le sujet, après une première période fébrile de un  à deux jours, présente de très nombreuses récurrences, plus de dix parfois, séparées par des apyrexies de durée très variable pouvant aller de un jour à trois semaines,.